# Victor Kodelja
Victor Kodelja (Capua, 26 novembre 1951) è un ex calciatore canadese, di ruolo attaccante e difensore.

## Carriera

### Club
Dal 1969 al 1973 giocò nel campionato dilettantistico organizzato dalla Pacific Coast Soccer League con vari sodalizi di Vancouver.
Nel 1974 passa al professionismo, venendo ingaggiato dai neonati Vancouver Whitecaps, franchigia della NASL. Con i Whitecaps nella stagione d'esordio ottenne il quarto ed ultimo posto della Western Division della North American Soccer League 1974.
Nella stagione 1976 viene ingaggiato dai texani del S.A. Thunder, non supera la prima fase del torneo NASL.
Nella North American Soccer League 1977 segue i Thunder nel loro trasferimento alle Hawaii, ove diedero origine alla franchigia del Team Hawaii, con cui nuovamente non riuscì ad accedere ai play-off.
Nella stagione 1978 passa ai S.J. Earthquakes, con cui non supera la prima fase del torneo NASL.
Nella stagione 1981 torna in Canada, ingaggiato dai Calgary Boomers, con cui raggiunge gli ottavi di finale del torneo NASL.
Nel 1981 passa ai Toronto Blizzard, con cui raggiunge la finale del torneo 1983, persa contro il Tulsa Roughnecks.
Nella stagione 1984 passa ai Chicago Sting, con vince l'ultima edizione della NASL battendo in finale, venendo impiegato in entrambe le finali, i Blizzard.
Terminata l'esperienza nella NASL, Kodelja tornò in Columbia Britannica per giocare nei locali campionati dilettantistici.
Contemporaneamente al calcio si dedicò all'indoor soccer, giocando nella NASL indoor e nella MISL.
Nel 2011 è stato inserito nella Canada Soccer Hall of Fame.

### Nazionale
Kodelja ha giocato otto incontri con la nazionale di calcio del Canada tra il 1974 ed il 1977. Ha giocato anche un incontro con la nazionale olimpica di calcio del Canada.

## Statistiche

### Cronologia presenze e reti in nazionale
| Cronologia completa delle presenze e delle reti in nazionale ― Canada | Cronologia completa delle presenze e delle reti in nazionale ― Canada | Cronologia completa delle presenze e delle reti in nazionale ― Canada | Cronologia completa delle presenze e delle reti in nazionale ― Canada | Cronologia completa delle presenze e delle reti in nazionale ― Canada | Cronologia completa delle presenze e delle reti in nazionale ― Canada | Cronologia completa delle presenze e delle reti in nazionale ― Canada | Cronologia completa delle presenze e delle reti in nazionale ― Canada |
| Data                                                                  | Città                                                                 | In casa                                                               | Risultato                                                             | Ospiti                                                                | Competizione                                                          | Reti                                                                  | Note                                                                  |
| --------------------------------------------------------------------- | --------------------------------------------------------------------- | --------------------------------------------------------------------- | --------------------------------------------------------------------- | --------------------------------------------------------------------- | --------------------------------------------------------------------- | --------------------------------------------------------------------- | --------------------------------------------------------------------- |
| 12-4-1974                                                             | Hamilton                                                              | Bermuda                                                               | 0 – 0                                                                 | Canada                                                                | Amichevole                                                            | -                                                                     |                                                                       |
| 9-10-1974                                                             | Francoforte sull'Oder                                                 | Germania Est                                                          | 2 – 0                                                                 | Canada                                                                | Amichevole                                                            | -                                                                     |                                                                       |
| 13-10-1974                                                            | Varsavia                                                              | Polonia                                                               | 2 – 0                                                                 | Canada                                                                | Amichevole                                                            | -                                                                     |                                                                       |
| 5-1-1975                                                              | L'Avana                                                               | Cuba                                                                  | 0 – 4                                                                 | Canada                                                                | Amichevole                                                            | -                                                                     |                                                                       |
| 22-12-1976                                                            | Port-au-Prince                                                        | Canada                                                                | 3 – 0                                                                 | Stati Uniti                                                           | Qual. Mondiali 1978                                                   | -                                                                     |                                                                       |
| 11-9-1977                                                             | Port of Spain                                                         | Trinidad e Tobago                                                     | 1 – 1                                                                 | Canada                                                                | Amichevole                                                            | -                                                                     |                                                                       |
| 8-10-1977                                                             | Monterrey                                                             | Messico                                                               | 2 – 1                                                                 | Canada                                                                | Qual. Mondiali 1978                                                   | -                                                                     |                                                                       |
| 12-10-1977                                                            | Città del Messico                                                     | Suriname                                                              | 1 – 2                                                                 | Canada                                                                | Qual. Mondiali 1978                                                   | -                                                                     |                                                                       |
| Totale                                                                |                                                                       | Presenze                                                              | 8                                                                     |                                                                       | Reti                                                                  | 0                                                                     |                                                                       |

## Palmarès

### Club
- Campionato NASL: 1

Chicago Sting: 1984